# 미카모정
미카모정(三加茂町)은 도쿠시마현 북서부 요시노 강의 중류부 남안에 위치했던 정이다. 2006년 3월 1일에, 미요시군 미요시정과 합병해 미요시군 히가시미요시군이 되었다.

## 역사
- 1959년 3월 31일 - 가모정, 산쇼촌이 합병해 성립하였다.
- 2006년 3월 1일 - 미요시정과 합병해 히가시미요시정이 성립하였다. 동일 미카모정은 폐지되었다.

## 교통

### 철도
- 시코쿠 여객철도
  - 도쿠시마 선

### 도로
- 국도 192호선